# کلون (کوبا)
کلون (به اسپانیایی: Colón) یک منطقهٔ مسکونی در کوبا است که در استان ماتانزاس واقع شده‌است. کلون ۵۹۷ کیلومتر مربع مساحت و ۷۱٬۵۷۹ نفر جمعیت دارد و ۶۰ متر بالاتر از سطح دریا واقع شده‌است.